# Nalepka niepocztowa
Nalepka niepocztowa – wydane przez niepocztowe organizacje bądź instytucje okolicznościowe wydawnictwo, które jest przeznaczone do nalepiania na listach.
Forma i kształt nalepek najczęściej przypomina znaczek pocztowy bądź arkusik i służy rozpropagowaniu i upamiętnieniu różnych imprez, np. targów, lotów balonowych, szybowcowych, imprez filatelistycznych czy przewozów przesyłek pocztowych starą koleją parową.